# James Forrestal
James Vincent Forrestal (n. 15 februarie 1892, Beacon⁠(d), New York, SUA – d. 22 mai 1949, Bethesda⁠(d), comitatul Montgomery, Maryland, SUA) a fost secretar al Marinei Statelor Unite⁠(d) și primul secretar al apărării.
Provenind dintr-o strictă familie catolică irlandeză din clasa de mijloc, Forrestal a fost bancher pe Wall Street înainte să obțină funcția de subsecretar al marinei în 1940, cu puțin timp înainte de intrarea Statelor Unite în al Doilea Război Mondial. A devenit secretar al Marinei în mai 1944, imediat după moartea superiorului său Frank Knox⁠(d). Președintele Franklin D. Roosevelt i-a cerut acestuia să coordoneze construcția forțelor marine. În 1947, după încheierea războiului, președintele Harry S. Truman l-a numit prim-secretar al noului creat Departament al Apărării. Poziția sa era una puternic antisovietică, fiind îngrijorat de posibilitatea expansiunii comuniste în Europa și Orientul Mijlociu. S-a opus ferm, împreună cu secretarul de stat George C. Marshall, întemeierii statului Israel pe motiv că sprijinul acordat de Statele Unite ar putea înstrăina țările arabe, vitale atât în conflictul ideologic cu Uniunea Sovietică, cât și pentru rezervele lor de petrol necesare armatei și dezvoltării industriei civile.
Forrestal a susținut înființarea de grupuri aeronavale⁠(d) cu portavioane. A fost forțat să conducă Departamentul Apărării de către Truman din 1947 până în 1949. Cei doi cădeau rareori de acord, iar președintele l-a forțat în cele din urmă să demisioneze.
La scurt timp după, sănătatea sa mintală s-a deteriorat rapid și a ajuns să primească tratament pentru depresie. Internat la spitalul Bethesda Naval⁠(d), Forrestal a căzut pe fereastră de la etajul șaisprezece și a încetat din viață ca urmare a rănilor suferite.
În 1954, noul portavion al marinei a fost numit USS Forrestal⁠(d) în onoarea sa, iar sediul central al Departamentul Energiei din Statele Unite⁠(d) îi poartă numele⁠(d). Academia Navală a Statelor Unite susține o serie de prelegeri numite după Forrestal, iar un campus universitar al Universității Princeton îi poartă numele.

## Biografie
Forrestal s-a născut în Mattiawan⁠(d), New York, (acum parte din Beacon, New York⁠(d)), fiul cel mai mic al lui James Forrestal, un imigrant irlandez interesat de politică. Mama sa, Mary Anne Toohey, ea însăși fiica unui imigrant irlandez, l-a crescut în credința catolică. În tinerețe, Forrestal a fost pugilist amator. După ce a absolvit liceul la vârsta de 16 în 1908, și-a petrecut următorii trei ani lucrând la trei ziare diferite: Matteawan Evening Journal, Mount Vernon Argus și Poughkeepsie News Press.
Forrestal a intrat la Colegiul Dartmouth⁠(d) în 1911, dar s-a transferat la Universitatea Princeton în al doilea an, unde fost editorul ziarului studențesc The Daily Princetonian⁠(d). Acesta nu și-a încheiat însă studiile. Forrestal a fost membru al University Cottage Club⁠(d) în perioaa studiilor. S-a căsătorit  cu fosta Josephine Stovall (născută Ogden), scriitoare pentru revista Vogue, în 1926. Pe parcursul relației, aceasta a devenit dependentă de alcool și a suferit de diverse probleme psihice.

### Bancher pe Wall Street
Forrestal a mers să lucreze ca vânzător de obligațiuni pentru William A. Read and Company (mai târziu redenumit Dillon, Read & Co.⁠(d)) în 1916. Când Statele Unite au intrat în Primul Război Mondial, s-a înrolat în marină și în cele din urmă a devenit aviator naval, antrenându-se cu Royal Flying Corps⁠(d) la Tabăra militară Borden⁠(d) și în Deseronto⁠(d), Canada. În ultimul an al războiului, Forrestal și-a petrecut o mare parte din timp în Washington la Biroul Operațiunilor navale și în același timp și-a completat antrenamentele de aviator, obținând gradul de locotenent. După război, acesta și-a continuat cariera în finanțe și s-a îmbogățit pe Wall Street. A devenit partener în 1923, a fost numit vicepreședinte în 1926, iar până în 1937 a ocupat funcția de președinte al companiei. De asemenea, a fost publicist pentru comitetul Partidul Democrat⁠(d) din comitatul Dutchess, New York, ajutându-i pe politicienii locali să câștige alegerile la nivel local și statal. Unul dintre cei pe care îi ajuta era vecinul său Franklin D. Roosevelt.
Forrestal era dependent de muncă⁠(d) și un administrator competent. A fost caracterizat drept combativ, introvertit, timid, filozofic, solitar și lipsit de încredere în sine⁠(d). Nu participa la politica națională, deși obișnuia să voteze pentru democrați. Nu a susținut însă liberalismul de tip New Deal.

## Cariera politică

### Secretar al marinei

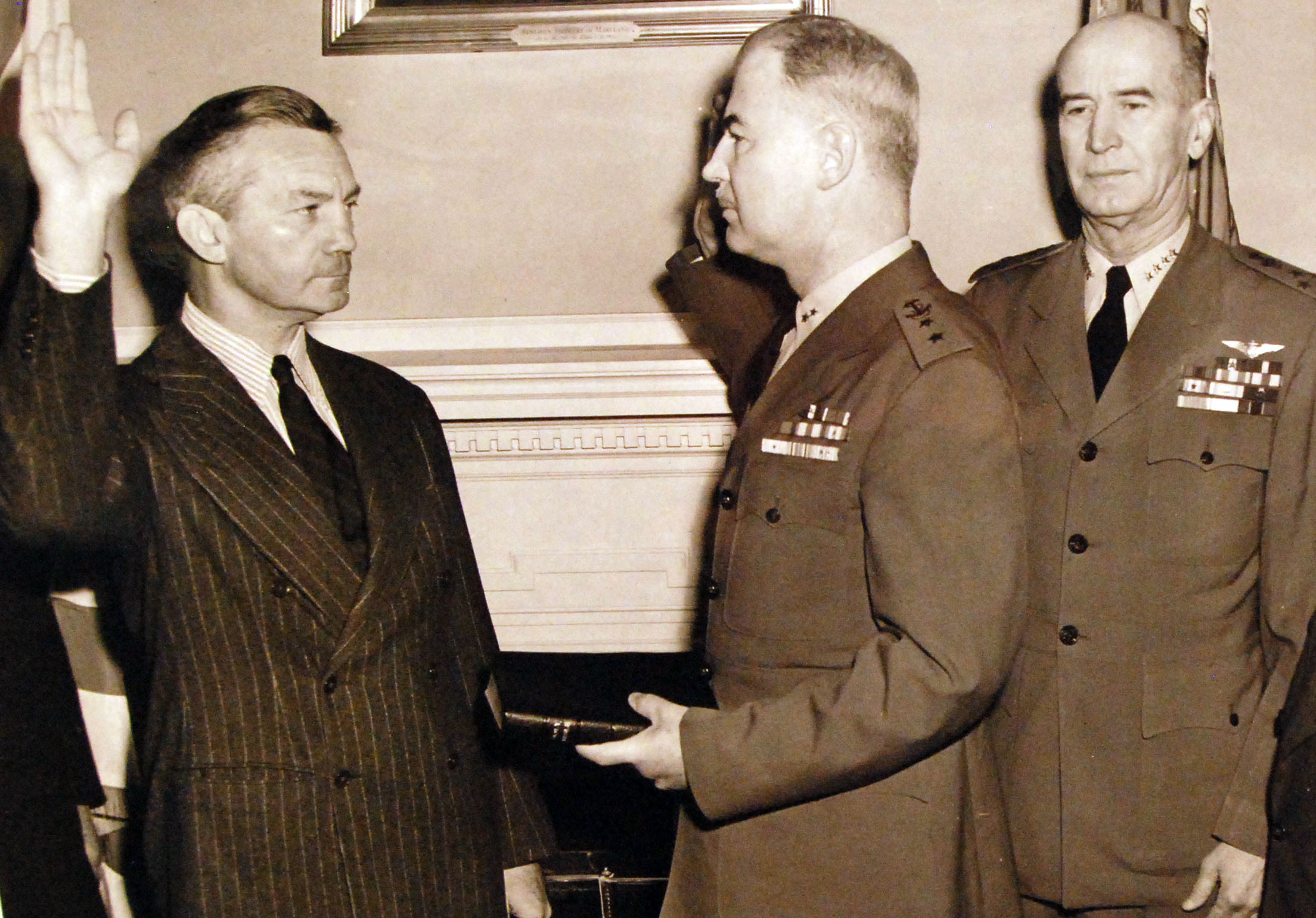
James Forrestal depune jurământul pentru preluarea funcției de secretar al marinei (1944)

Președintele Franklin D. Roosevelt l-a numit pe Forrestal în funcția de asistent special⁠(d) pe 22 iunie 1940. Șase săptămâni mai târziu, l-a nominalizat pentru nou înființata poziție de subsecretar al marinei. În cei aproape patru ani în funcția de subsecretar, Forrestal s-a dovedit a fi capabil să mobilizeze industria domestică de producție⁠(d) pentru efortul de război. Directorul operațiunilor navale⁠(d), amiralul Ernest J. King, și-a dorit să controleze logistica și achizițiile, însă Forrestal a primit însărcinarea.
În septembrie 1942, dorindu să înțeleagă rapoartele despre echipamentele și materialele militare care erau predate biroului său, a făcut un tur al operațiunilor navale din Pacificul de Sud-Vest și s-a oprit la Pearl Harbor. Odată întors la Washington, D. C., a realizat un raport pentru președintele Roosevelt, secretarul de război Henry L. Stimson și ceilalți membri ai cabinetului. Ca răspuns la solicitarea lui Forrestal de a trimite imediat materiale militare în regiunea de sud-vest a Pacificului, Stimson, preocupat cu furnizarea de echipamente Operațiunii Torța în nordul Africii, i-a spus lui Forrestal: „Jim, suferi de un formă gravă de clientelism⁠(d)”. Deranjat de această remarcă, Forrestal i-a răspuns: „Domnule secretar, dacă pușcașii marini din Guadalcanal vor fi eliminați, reacția țării îți va produce o formă gravă de clientelism”.
A devenit secretar al marinei⁠(d) pe 19 mai 1944, după ce superiorul său, secretarul Frank Knox⁠(d), a încetat din viață în urma unui infarct miocardic. Foarte energic din fire, Forrestal a administrat marina în ultimul an de război și în primii ani de demobilizare. Acesta a ordonat înființarea unei curți de anchetă a marinei⁠(d) pentru a coordona o investigație a atacului japonez de la Pearl Harbor și a stabili dacă există vinovați în rândul membrilor marinei. Tribunalul era format din amiralul Adolphus Andrews, amiralul Orin G. Murfin⁠(d) și amiralul Edward C. Kalbfus⁠(d).

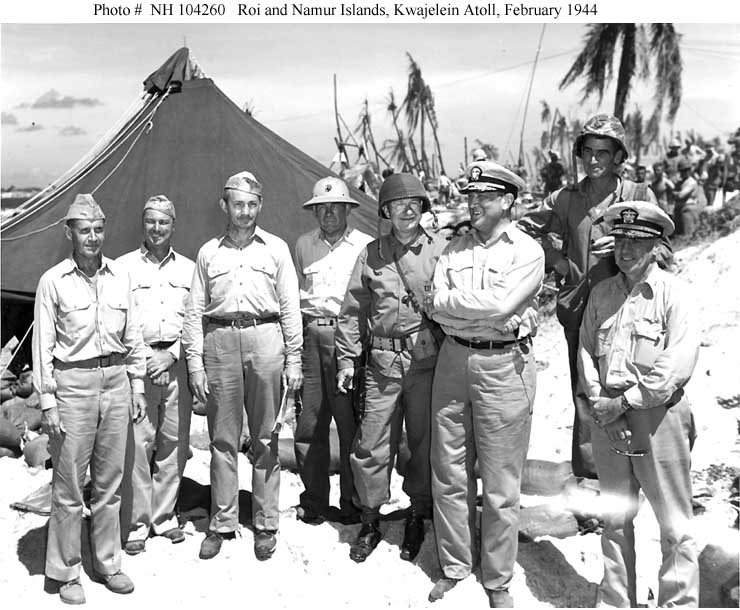
Ofițeri ai armatei pregătiți să inspecteze pierderile și distrugerile suferite de trupele americane după cucerirea insulelor Roi și Namur din Atolul Kwajalein. De la stânga la dreapta: viceamiral Raymond A. Spruance, contramiral, secretarului marinei James Forrestal, generalul-maior, generalul-maior, viceamiral, locotenent-colonel și contramiral.

Tribunalul s-a întrunit pe 24 iulie 1944 și a organizat sesiuni zilnice la Washington, D.C., San Francisco și Pearl Harbor. După ce a intervievat mai mulți martori, și-a încheiat activitatea la 19 octombrie 1944. Raportul său a fost predat Departamentului Marinei și l-a exonerat în mare măsură pe contraamiralul Husband E. Kimmel, comandantul-șef al flotei din Pacific⁠(d), la momentul atacului. Instanța a constatat că deciziile lui Kimmel au fost corecte, având în vedere puținele informații de care dispunea, dar l-a criticat pe directorul operațiunilor navale⁠(d) Harold R. Stark⁠(d) deoarece nu a reușit să-l avertizeze pe Kimmel cu privire la iminența războiului. Concluzia instanței a fost că, „în baza faptelor constatate, Instanța consideră că nu s-au săvârșit infracțiuni și nicio persoană din stafful marinei nu poate fi învinovățită pentru cele întâmplate”. Din moment ce raportul instanței ar fi dezvăluit faptul că criptanaliștii americani au spart codurile japoneze, un secretar important în timpul războiului, acesta a fost publicat abia după încheierea conflictului.
După examinarea raportului, Forrestal a considerat că instanța a fost prea îngăduitoare. Aceasta a stabilit că armata și marina au cooperat în mod adecvat la apărarea Pearl Habor, că nu au existat informații despre faptul că portavioanele japoneze se pregătesc de atac și că acțiunea militară a fost una de succes în mare parte datorită torpilei aeriene⁠(d), o armă secretă a japonezilor. Forrestal nu a fost de acord cu aceste concluzii, considerând că contraamiralul Kimmel, în baza informațiile de care dispunea, ar fi putut face mai mult pentru a preveni atacul sau limita pierderile. Pentru Forrestal, Kimmel și Stark s-au dovedit incapabili să reacționeze pe măsură gradelor militare și a atribuțiilor lor.
În calitate de secretar, Forrestal a implementat o politică de integrare rasială⁠(d) în marină. Acesta a călătorit în teatrele de operațiuni pentru a observa forțele navale în acțiune. A fost în Pacificul de Sud⁠(d) în 1942, a fost prezent la bătălia de la Kwajalein⁠(d) în 1944 și, în calitate de secretar, a fost martor la bătălia de la Iwo Jima în 1945. După 5 zile de luptă, un detașament de pușcași marini a fost trimis să arboreze steagul american pe vârful muntelui Suribachi de pe Iwo Jima. Era pentru prima dată în timpul războiului când steagul Statelor Unite era înălțat pe pământ japonez. Forrestal, care tocmai aterizase pe plaja, a revendicat steagul istoric ca suvenir. Când a observat drapelul pe muntele Suribachi, acesta s-a întors către generalul-major Holland Smith⁠(d) și i-a spus: „Înălțarea acelui drapel pe Suribachi înseamnă un corp de pușcași marini pentru următorii 500 de ani”. Un al doilea drapel, mai mare, a fost ridicat în locul său, iar această a doua arborare a fost surprinsă de fotograful Associated Press Joe Rosenthal⁠(d) în celebra sa fotografie.
În primele luni ale anului 1945, Forrestal, împreună cu secretarul de război Henry Stimson și subsecretarul de stat Joseph Grew⁠(d), au susținut cu fermitate o politică mai tolerantă față de Japonia pentru a permite un armistițiu negociat și o capitulare demnă. Preocuparea sa principală nu a fost renașterea Japoniei militarizate, ci „amenințarea comunismului rus și farmecul său pentru societățile distruse și destabilizate din Europa și Asia”. Prin urmare, nu trebuie ca Uniunea Sovietică să declare război Japoniei. A fost atât de dedicat acestei cauze încât eforturile sale de inițiere a unor negocieri au fost considerate de unii insubordonare.
Sfatul său a fost luat în considerare într-un final, dar nu înainte Hiroshima și Nagasaki să fie bombardate atomic. A doua zi după atacul de la Nagasaki, japonezii au transmis prin radio că sunt pregătiți să accepte condițiilor aliaților din Declarația de la Postdam⁠(d) „atâta timp cât declarația în cauză nu conține cereri care să prejudicieze prerogativele Majestății Sale în calitatea sa de conducător suveran”. Această poziție nu respecta însă de cererea Statelor Unite de „capitulare necondiționată”. Unele oficialități din interiorul administrației, inclusiv secretarul de stat James Byrnes, au susținut continuarea războiului. În acel moment, „Forrestal a propus o soluție inteligentă și simplă: acceptăm oferta și declarăm că respectă condițiile Declarației de la Postdam. Le spunem că Împăratul și guvernul japonez vor conduce în baza ordinelor Comandantului Suprem al Puterilor Aliate. Aceasta ar implica recunoașterea Împăratului și ar stăvili reacțiile puternic negative ale publicului american la adresa Împăratului. Lui Truman i-a plăcut acest plan. Ar fi aproape de o capitulare ′necondiționată′”.

După război, Forrestal l-a îndemnat pe Truman să adopte o abordare intransigentă față de sovieticii cu privire la Polonia și la alte probleme. Pe lângă poziția antisovietică, acesta a fost principalul promotor al celebrului „articol X⁠(d)”, redactat de George Kennan, membru al Departamentului de Stat. „[Averell] Harriman a considerat că reacția lui Forrestal [la documentul Kennan] a reprezentat un catalizator ′decisiv′ în formarea opiniei publice americane cu privire la această problemă”. De asemenea, l-a influențat puternic pe noul senator din Wisconsin, Joseph McCarthy, să abordeze problema infiltrării guvernului de către comuniști. La sosirea lui McCarthy în Washington în decembrie 1946, Forrestal l-a invitat la prânz. Conform acestuia, „înainte de a-l întâlni pe Jim Forrestal, am crezut că pierdem în fața comunismului internațional din cauza incompetenței și a prostiei planificatorilor noștri. I-am spus aceste lucruri lui Forrestal. N-am să uit niciodată răspunsul săi. Mi-a spus, ′McCarthy, consistența nu a fost niciodată un semn de prostie. Dacă ar fi doar proști, ar face din când în când o greșeală de care noi am putea profita.′ Această afirmația m-a uimit atât de mult încât am utilizat-o deseori.”

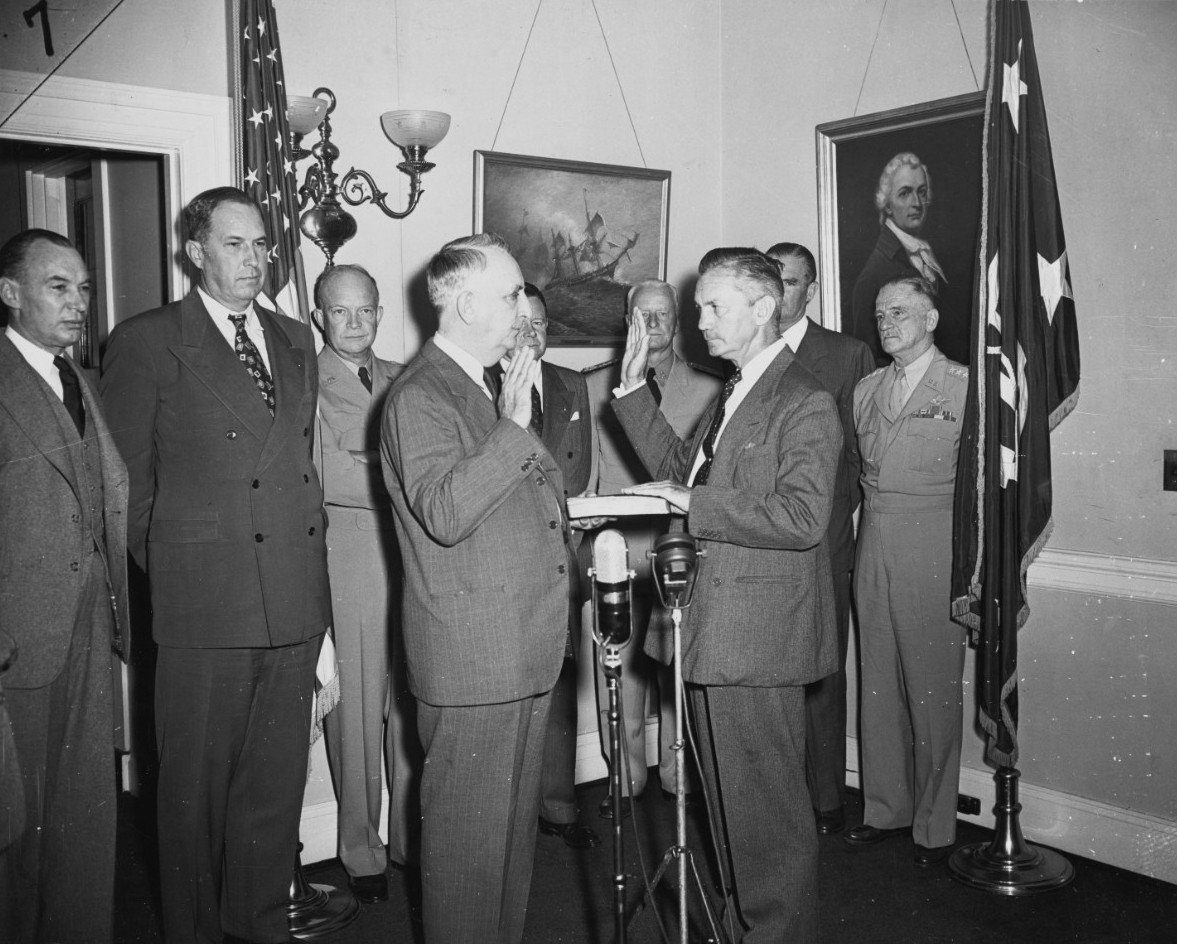
Forrestal depune jurământul înainte să preia funcția de secretar al apărării.

### Secretar al apărării
În 1947, președintele Harry S. Truman l-a numit în nou înființata funcție de secretar al apărării. Forrestal a continuat să militeze pentru integrare rasială în cadrul forțelor armate, o politică implementată într-un final în 1949.

În timpul întâlnirilor private ale cabinetului cu președintele Truman din 1946 și 1947, Forrestal s-a împotrivit planul Națiunilor Unite de împărțire pentru Palestina⁠(d) pe motiv că ar distruge relațiile cu țările arabe, principalii furnizori de petrol ai Statelor Unite. Acesta a propus un plan de federalizare pentru Palestina. Lipsa de decizie a lui Truman cu privire la această problemă a atras atenția susținătorilor săi. Președintele a fost amenințat cu întreruperea finanțării campaniilor sale electorale⁠(d) de către donatorii bogați, dar și scrisori cu amenințări⁠(d), inclusiv una în care era acuzat că „preferă elementele fasciste și arabe în detrimentul evreilor palestinieni iubitori de democrație”. Îngrozit de intensitatea amenințărilor, Forrestal i-a cerut lui Truman în două întâlniri separate ale cabinetului să nu se lase influențat de presiunea politică. În unica sa declarație cu privire la problema Palestinei, acesta i-a spus senatorului J. Howard McGrath⁠(d):
...niciunui grup din această țară nu ar trebui să i se permită să ne influențeze politica până în punctul în care ar pune în pericol securitatea noastră națională.

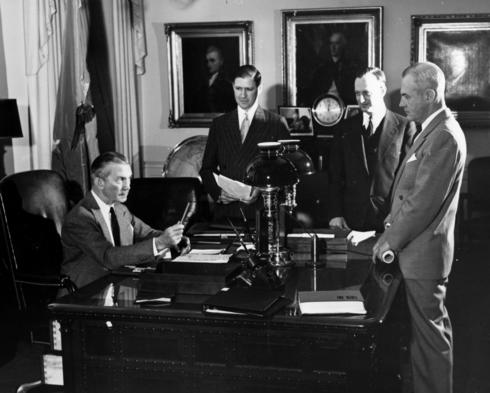
James Forrestal în biroul său din cadrul Departamentului Apărării alături de membri ai personalului. Numit pe nou înființata funcție de secretar al apărării în 1947, acesta s-a opus reducerii bugetului apărării, motiv pentru care Truman i-a cerut demisia la mai puțin de 2 ani după preluarea poziției.

După această declarație, Forrestal a devenit inamic în ochii unor congresmeni și susținători ai Israelului. A fost puternic criticat de cronicarul Drew Pearson⁠(d), un oponent al politici externe ostile Uniunii Sovietice, care a cerut în repetate rânduri înlăturarea sa din funcție încă de la numirea sa de către Truman. Pearson i-a spus ucenicului⁠(d) său, Jack Anderson⁠(d), că Forrestal este „cel mai periculos om din America” și a declarat că, dacă nu va fi demis din funcție, va „cauza un alt război mondial”.
La preluarea mandantului de secretar al apărări, Forrestal a fost surprins să afle că bugetul apărării⁠(d) propus de administrația prezidențială nu i-a în considerare amenințările militare⁠(d) și nu ține cont de interesele Statelor Unite. Conform istoricului Walter LaFeber⁠(d), Truman era cunoscut pentru abordarea generală a bugetelor apărării, ignorând nevoile forțelor armate în caz de conflict militar. Acesta scădea din totalul încasărilor suma necesară pentru nevoile interne și costurile de operare, iar surplusurile erau transferate în bugetul apărării pe anul respectiv. Planul administrației Truman de a reduce sumele destinate pregătirii Marinei și United States Marine Corps au provocat controverse imense.
În perioada administrației Reagan, Paul Nitze⁠(d) a cugetat cu privire la calitățile pe care un bun secretar al apărării trebuie să le aibă: capacitatea de a lucra cu Congresul, capacitatea de a-și „organiza activitățile” și capacitatea de a planifica un război. Nitze a considerat că Forrestal era singurul secretar care a posedat toate aceste trei calități.

### Cariera postbelică
La sfârșitul celui de-al Doilea Război Mondial, echipamente în valoare de milioane de olari au fost casate sau abandonate în loc să fie alocate fonduri pentru depozitarea acestora. Echipamentul militar nou în drum spre teatrul din Pacific a fost casat sau pur și simplu aruncat peste bord. Martor la demobilizarea aproape integrală a forțelor de apărare ale Statelor Unite, Forrestal s-a împotrivit deciziei președintelui Truman de a reduce substanțial bugetul apărării, dar nu a reușit să prevină o reducere constantă a cheltuielilor pentru apărare.
Președintele Truman a început să aprobe bugete militare mult mai reduse decât cereau serviciile militare. Din cauza acestei decizii, între președinte și șefii de stat major au avut loc conflicte acerbe, iar Forrestal a căzut la mijloc. În același timp, acesta era din ce în ce mai îngrijorat de amenințarea sovietică. Mandatul său de 18 luni ca secretar al apărării a venit într-un moment dificil pentru instituțiile militare americane: guvernele comuniste au ajuns la putere în Cehoslovacia și China; sovieticii au impus o blocada asupra Berlinului de Vest, determinând Statele Unite să aprovizioneze aerian orașul; după războiul arabo-israelian⁠(d) din 1948, statul Israel este înființat, iar negocierile pentru înființarea NATO erau în curs de desfășurare.

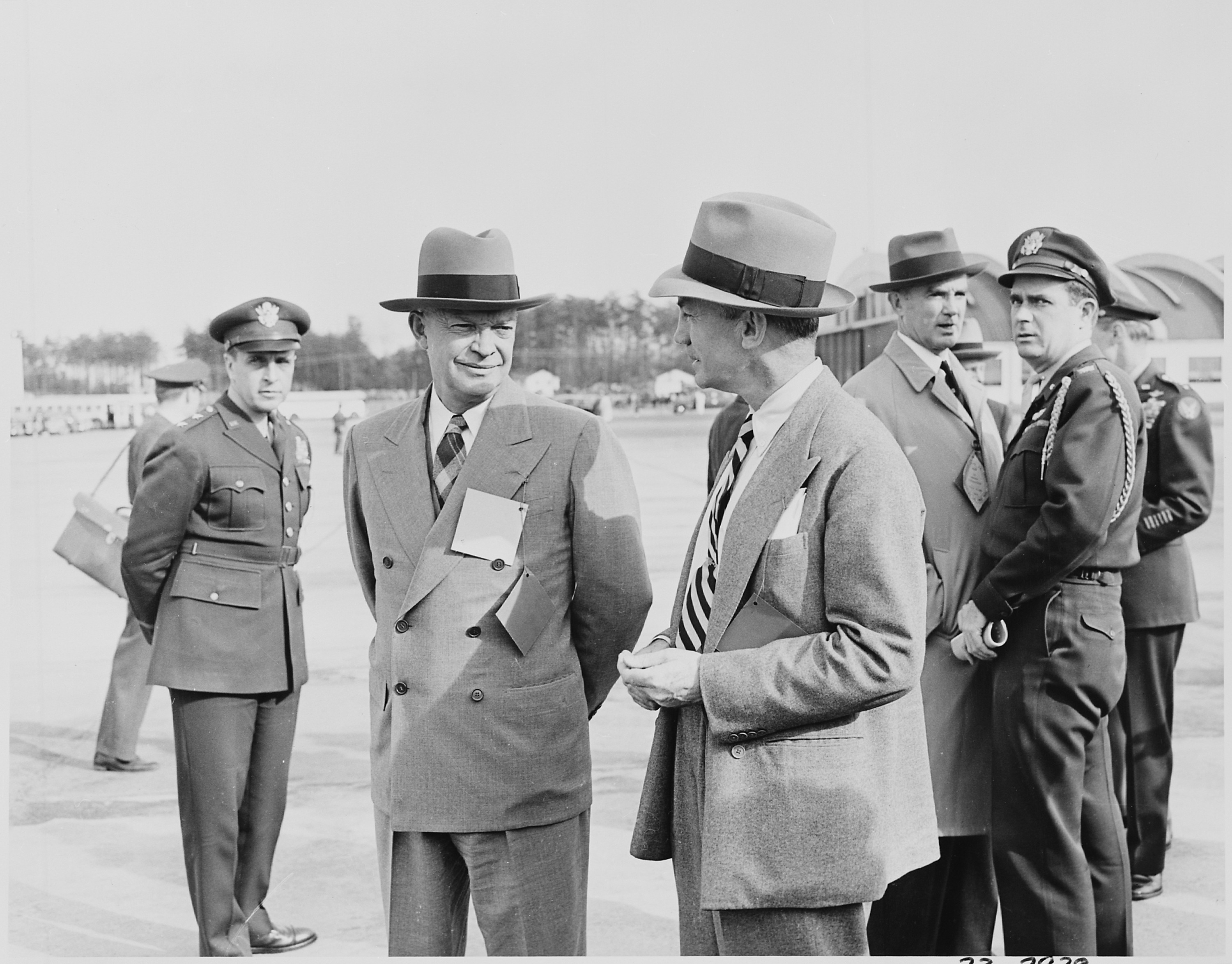
Generalul Dwight D. Eisenhower și secretarul de stat Forrestal participă la un spectacol aviatic desfășurat la baza militară Andrews (1949).

Dwight D. Eisenhower a consemnat că este de acord cu teoriile lui Forrestal privind pericolele expansiunii comunismului sovietic și internațional. Eisenhower menționa că Forrestal a fost „singurul om care, în mijlocului războiului, a îndemnat întotdeauna la prudență și vigilență în relațiile cu sovieticii”. Acesta își amintea cum, în timp ce era comandant-suprem al forțelor aliate⁠(d), a fost vizitat de Forrestal, care i-a explicat teza sa conform căreia comuniștii nu se vor opri din a încerca sa distrugă toate democrațiile reprezentative. Eisenhower scria în jurnalul său personal pe 11 iunie 1949: „Nu am avut niciodată motive să pun la îndoială precizia judecăților sale pe acest subiect”.
De asemenea, Forrestal s-a opus ideii de unificare a serviciilor militare propuse de administrația Truman. A contribuit la formularea legii de securitate națională din 1947⁠(d) care a dat naștere Instituție Militare Naționale (Departamentul Apărării a fost creat ca atare abia în august 1949). Odată cu retragerea fostului secretar de război Robert P. Patterson⁠(d) , Forrestal urma să fie numit în această funcție.

Istoricul Michael Hogan⁠(d) minimizează realizările lui Forrestal:
Forrestal nu a făcut parte din anturajul lui FDR, nu a fost informat despre Proiectul Manhattan și nu a participat la conferințele importante organizate în timpul războiului. [...] De asemenea, Forrestal a avut o abordare greșită a chestiunii unificării forțelor armate. [...] A încetinit, dar nu oprit procesul de unificare în calitate de secretar al marinei, iar apoi a fost nevoit să respecte o legislație care îl împiedica să administreze instituția militară în calitate de prim-secretar al apărării. Cu toate acestea, în ciuda funcției sale, Forrestal nu a reușit să elaboreze un buget al apărării, să elaboreze un plan comun de război sau să convingă Șefii de Stat Major să accepte ordonanțele prezidențiale cu care nu erau de acord.

### Demisia din Departamentul Apărării
Guvernatorul statului New York⁠(d) Thomas E. Dewey era favorit la câștigarea alegerilor prezidențiale din 1948⁠(d). Forrestal s-a întâlnit în privat cu acesta și au stabilit că va continuat să ocupe funcție de secretar al apărării în administrația Dewey. Fără să vrea, Forrestal avea să declanșeze o serie de evenimente care nu numai că îi vor afecta poziția în administrația Truman, dar vor contribui la pierderea funcției sale și îi vor înrăutăți starea de sănătate. Cu câteva săptămâni înainte de alegeri, Pearson a publicat un expozeu al întâlnirilor dintre Dewey și Forrestal. În 1949, sătul de opiniile sale negative  față de reducerile bugetare din domeniul militar și îngrijorat de informațiile din presă cu privire sănătatea sa mintală, Truman i-a cerut brusc lui Forrestal să demisioneze. Pe 28 martie 1949, Forrestal a demisionat. El a fost înlocuit de Louis A. Johnson, un susținător al politicilor economice propuse de Truman.

## Tratamentul psihiatric
În 1949, suferind de surmenaj, Forrestal a fost internat la psihiatrie. Psihiatrul George N. Raines a fost ales de chirurgul general al marinei⁠(d) pentru a-l trata. Tratamentul medical⁠(d) a fost următorul:
1. Săptămâna I: pentotal de sodiu cu amobarbital.
2. Săptămâna a II-a – a V-a: terapie cu insulină⁠(d) și interviuri psihoterapeutice. Conform doctorului Raines, pacientul a reacționat negativ la insulină și amobarbital, acestea provocându-i uneori stări de confuzie și agitație.
3. Săptămâna a IV-a: insulina este administrată doar în doze stimulante; 10 unități de insulină de patru ori pe zi, dimineața, la prânz, după-amiază și seara.

Conform doctorului Raines, „Ne-am gândit la terapia cu electorșocuri⁠(d), dar am decis să o amânăm cu încă 90 de zile. În depresia reactivă, dacă electroșocul este utilizat din timp și pacientul își revine, există pericolul ca acesta să comită suicid în perioada următoare... așadar, nu am aplicat electroșocuri pentru a evita tocmai ceea ce s-a întâmplat în cele din urmă”.

## Moartea

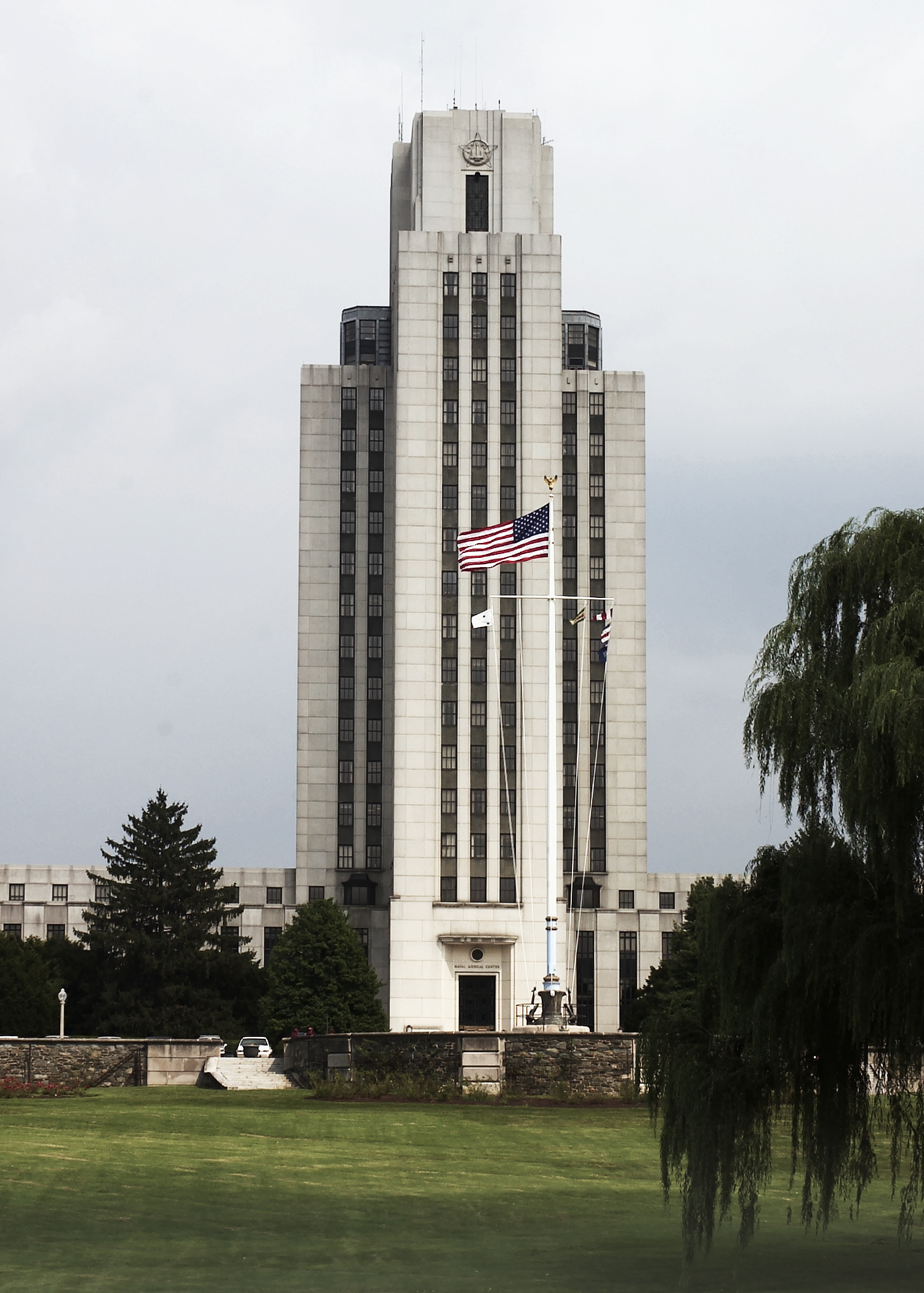

Deși Forrestal le-a spus partenerilor săi că a decis să demisioneze, acesta ar fi fost afectat de cererea lui Truman, care i-a cerut brusc demisia. Cererea de demisie a fost depusă la 28 martie 1949, iar starea sa de sănătate s-a deteriorat constant. Conform martorilor, în ziua demisiei sale, Forrestal a suferit un șoc emoțional și a fost transportat cu un avion al marinei la moșia subsecretarului de stat Robert A. Lovett din Hobe Sound, Florida⁠(d), unde soția sa, Josephine, își petrecea vacanța. Medicul William C. Menninger⁠(d) al Clinicii Menninger⁠(d) din Kansas a fost consultat, iar acesta l-a diagnosticat cu o „depresie severă” identică cu cea „observată în cazurile de epuizare⁠(d) din timpul războiului”. Clinica Menninger a tratat cu succes cazuri similare în timpul celui de-al Doilea Război Mondial, însă soția lui Forrestal, prietenul și colegul său Ferdinand Eberstadt⁠(d), medicul Menninger și psihiatrul marinei Goerge N. Raines au decis să-l transfere pe fostul secretar al apărării la National Naval Medical Center⁠(d)  (NNMC) în Bethesda, Maryland⁠(d), unde boala sa mintală ar putea fi contestată. Cinci zile mai târziu, acesta a fost internat la NNMC. Oficial, Forrestal a fost diagnosticat cu „epuizare nervoasă și fizică”; doctorul său principal, căpitanul Raines, l-a diagnosticat cu „depresie” sau „depresie reactivă”. Fiind o persoană care prețuiește anonimitatea, declarând la un moment dat că hobby-ul său era „obscuritatea”, Forrestal era constant atacat personal de către unii jurnaliști, inclusiv Drew Pearson și Walter Winchell⁠(d). Ucenicul lui Pearson, Jack Anderson⁠(d), a declarat ulterior că Pearson „l-a intimidat pe Forrestal cu insinuări și acuzații false”.

Starea sa de sănătate părea că se îmbunătățește, luând în greutate 5,4 kilograme de la internarea în spital. Cu toate acestea, în primele ore ale dimineții zilei de 22 mai, trupul său a fost descoperit pe acoperișul celui de-al treilea etaj al clădirii. Se speculează că ultima sa declarație scrisă, prezentată în presa contemporană și în biografiile ulterioare ca fiind o scrisoare de adio⁠(d), era o secțiune a unui poem din tragedia Aiax a lui Sofocle în traducerea lui W. M. Praed⁠(d):
O, tu, Salamină vestită,
De valuri și valuri scăldată,
Ferice și veșnic slăvită!
De ani amărâtul de mine
Tânjesc prin câmpiile Troiei,
Și iarnă, și vară, într-una,
Uitat și sunt vrednic de hulă,
Și văd cum și viața-mi se scurge
Cu anii ce repede zboară —
Când veste de groaznica-i boală,
De-a minții-i sminteală, primi-vă
Măicuța-i bătrână ce-i ninsă
De anii ei mulți, vai, ce jalnic fi
Va geme, sărmana! Cântarea —

Duioasă a privighetorii —

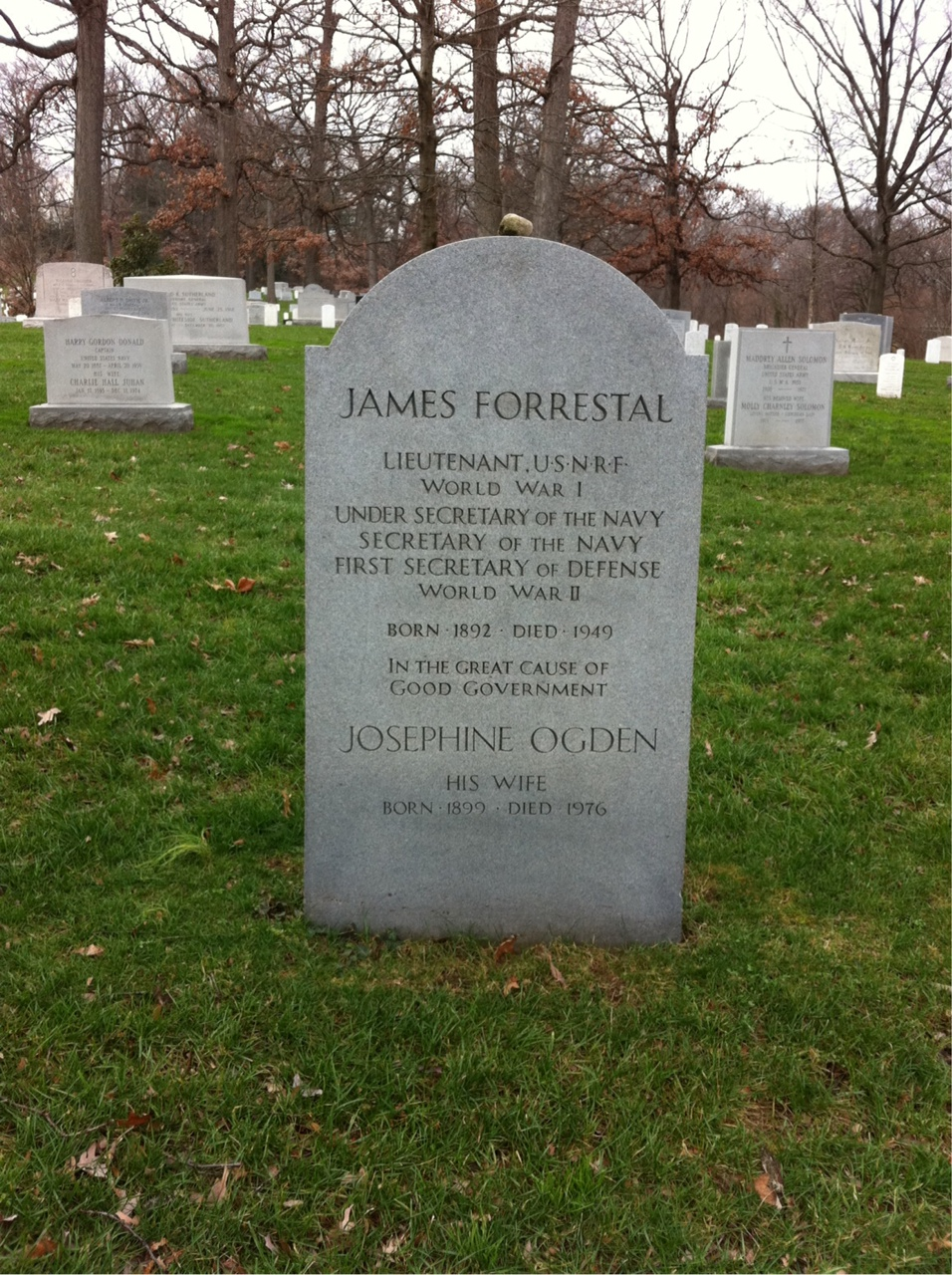
Mormântul lui Forrestal din cimitirul național din Arlington.

Comisia oficială a marinei însărcinată cu investigarea cazului și-a încheiat audierile pe 31 mai și abia pe 11 octombrie 1949 a fost publicat un scurt rezumat al anchetei. Acesta, prezentat publicului pe pagina 15 a ediției The New York Times din 12 octombrie, menționa că Forrestal a încetat din viață ca urmare a căderii sale. Nu se preciza însă ce a cauza căderea și nici despre șnurul de la halatul de baie care a fi fost legat în jurul gâtului său. Raportul a fost publicat integral de Departamentul Marinei în aprilie 2004.
După o deliberare completă, comisia constată următoarele:
1. Trupul descoperit pe pervazul din fața camerei 384 din clădirea principală a National Naval Medical Central la ora 1:50 A.M. și declarat decedat la 1:55 A.M., Duminică, 22 mai 1949 a fost identificat ca fiind James V. Forrestal, un pacient al secției de neuropsihiatrie a spitalului Marinei Statelor Unite, National Naval Medical Center din Bethesda, Maryland.
2. James V. Forrestal a încetat în 22 mai 1949 la National Naval Medical Center din Bethesda, Maryland din cauza unor răni extreme suferite ca urmare a unei căderi de la înălțime din turnul clădirii principale a National Naval Medical Center din Bethesda, Maryland.
3. Comportamentul decedatului pe perioada internării denota diagnosticul de depresie.
4. Atât tratamentul, cât și precauțiile implementate în cazul de față nu contravin practicii psihiatrice acceptate și corespund condiției pacientului.
5. Moartea nu a fost cauzată prin intenția, eroarea, neglijența sau ineficacitatea unui persoane sau a personalului din serviciul naval.

Conform lucrării Driven Patriot - The Life and Times of James Forrestal, faptul că Forrestal s-a oprit din transcriere la cuvântul nightgale (privighetoare) nu este o coincidență. „Nightgale” a fost numele unui grup de gherilă anticomunist alcătuit din refugiați ucraineni antrenați de CIA cu scopul de a lupta împotriva Uniunii Sovietice. Majoritatea recruților au colaborat cu naziștii și au comis execuții în masă în țara de origine, inclusiv împotriva evreilor. În calitate de membru al Consiliului de Securitate Națională, Forrestal a autorizat operațiunea. Autorii iau în considerare posibilitatea ca Forrestal, aflat într-o stare de luciditate, să se fi simțit atât de vinovat încât să fi fost împins spre sinucidere.
A fost înmormântat în Cimitirul național Arlington⁠(d) din Arlington, Virginia.

## The Forrestal Diaries
Jurnalele lui Forrestal, redactate în perioada 1944 - martie 1949, au fost serializate în ziarul New York Herald Tribune în 1951 și publicate într-o carte de 581 de pagini sub numele The Forrestal Diaries în octombrie 1951. Aceasta a fost cenzurată înainte de publicare. Adam Matthew Digital⁠(d) a publicat o microformă⁠(d) completă și necenzurată a jurnalului în 2001, textele originale fiind păstrate în Biblioteca Universității Princeton⁠(d); o ediție digitală a fost lansată în ianuarie 2020. Un exemplu de cenzură este eliminarea următoarei relatări despre o conversație cu Truman: „Îl numea pe Hitler egomaniac⁠(d). Rezultatul este că vom avea o Europă slavă pentru mult timp de acum înainte. Nu cred că este atât de rău”.

## Personalitatea
Biograful Arnold Rogow explorează patosul și tragedia vieții sale oropsite. Forrestal a crescut într-un mediu foarte religios, iar disciplina aspră pe care a primit-o a dat naștere unor îndoieli care, în ciuda realizărilor sale, nu au putut fi niciodată depășite. Acesta a considerat că războiul este o necesitate și negocierile erau posibile doar în combinație cu superioritatea militară.  Intensitatea neliniștilor sale cu privire la activitățile sioniste și comuniste i-a înstrăinat colegii. A abandonat religia catolică și comunitatea irlandeză, dar nu s-a simțit niciodată în largul său pe Wall Street, unde privea cu suspiciune și invidie elita protestanților anglo-saxoni⁠(d). Deși a devenit unul dintre preferații președintelui Roosevelt datorită inteligenței și energiei sale, Forrestal privea cu dispreț liberalismul și nu a susținut niciodată politicile New Deal.

## Premii
Forrestal a fost distins atât cu Medalia pentru Serviciu impecabil⁠(d), cât și cu Medalia prezidențială de Merit⁠(d) de către președintele Truman.